# Os Magos de Caprona
Os Magos de Caprona (The Magicians of Caprona) é um livro escrito por Diana Wynne Jones, lançado em 1980. Faz parte da série Os Mundos de Crestomanci . Esse livro conta a história de duas tradicionais famílias de bruxos, as Casas Montana e Petrocchi, que tem  uma rivalidade Shakespiriana entre si. Quando as magias começam a dar errado na cidade Crestomanci é chamado para investigar.

## Sinopse
As famílias Montana e Petrocchi controlam os negócios a magia na cidade de Caprona, inclusive os feitiços de defesa da cidade. Porém as a magia da cidade parece estar diminuindo e nisso cidades-estado rivais veem a oportunidade de dominar Caprona.
Diante da iminência de uma guerra, as duas famílias são convocadas ao palácio do Duque. O Duque em si parece estar ficando louco e só ligar para teatro de fantoches, mas as famílias vêem que a situação é grave e saem de lá resolvidas a ver quem primeiro encontraria a letra do hino “O Anjo de Caprona”, um feitiço lendário que dizem ter salvado a cidade de um demônio branco.
Crestomanci veio investigar e acredita que o culpado na verdade é algum mago que está enfraquecendo a cidade para que ela fique vulnerável frente a outras cidades-estado. 
Quando o jovem Tonino Montana é sequestrado, sua família tem certeza que foi obra dos Petrocchi. Os Montana saem à guerra e encontram os Petrocchi prontos para a briga! Os Petrocchi os acusam de ter sequestrado a jovem Angelica Petrocchi. Os adultos partem para a batalha, mas os mais jovens lembram do que disse Crestomanci e notam que há algo muito estranho nessa história. 
- Caprona a que o titulo se refere é uma cidade-estado no equivalente no mundo de Crestomanci da nossa Itália onde nunca houve a unificação italiana.

## Personagens
Tonino Montana: Tonino é o protagonista deste livro.  É um dos mais novos membros da família Montana e ainda não tem muita confiança com magia mas ele sempre conta com apoio de Benvenuto, o líder dos gatos da família que, como todo o bom gato de bruxos, além de falar tem grande astucia! Quando ele lê o livro “O menino que salvou seu país” ele acha que é seu destino encontrar a letra do feitiço “O Anjo de Caprona” e sai a procura de pistas sem saber que está indo para uma armadilha.
Crestomanci: Esse é o titulo dado aos magos indicados pelo governo para regular o uso de magia no mundo. Neste livro o Crestomanci é Christopher Chant. Ele se esforça para ajudar as duas famílias e, por seu titulo, tem problemas em fazer isso sem criar um incidente diplomático. Christopher é um homem charmoso, educado mas muito autoritário. Gosta de usar roupas extravagantes. A primeira aparição de Cristopher foi em Vida Encantada.